# Nikollë Troshani
Nikollë Troshani SJ (ur. 14 maja 1915 we wsi Troshan, zm. 25 maja 1994 w Tiranie) – albański duchowny katolicki, biskup, w latach 1958-1991 administrator apostolski diecezji Durrës - Tirana.

## Życiorys
Pochodził z ubogiej rodziny. Jego ojciec został zamordowany, zanim Nikollë przyszedł na świat. W 1927 rozpoczął naukę w szkole jezuickiej, a mając 17 lat wstąpił do zakonu jezuitów. Po ukończeniu studiów teologicznych w Padwie 8 marca 1941 został wyświęcony na kapłana. Pracował w parafiach Kallmet i Zejmen.
31 sierpnia 1946 został aresztowany przez funkcjonariuszy Sigurimi i oskarżony o szpiegostwo na rzecz Watykanu. Skazany na 12 lat więzienia, wyszedł na wolność w 1958. 25 maja 1959 przyjął sakrę biskupią z rąk abp Ernesto Coby, jako biskup tytularny Cisamus. Pełnił funkcję administratora apostolskiego diecezji Durrës i Lezhy. W 1967 Albanię ogłoszono państwem ateistycznym i Troshani nie mógł dalej prowadzić działalności duszpasterskiej. Przez kilka lat ukrywał się w rejonie Vela. 12 listopada 1972, kiedy odwiedził dom swojego kuzyna w Szkodrze został aresztowany przez funkcjonariuszy Sigurimi. Skazany na 25 lat więzienia. Więzienie we Wlorze opuścił 13 stycznia 1986 i zamieszkał w Lezhy.
Był jednym biskupem rzymskokatolickim, który przeżył okres ateizacji i prześladowań religijnych w Albanii (1967-1990). W grudniu 1990 watykański sekretarz stanu Angelo Sodano skierował list do ambasadora Albanii w Rzymie z prośbą, aby mógł przyjechać do Albanii i spotkać się z biskupem Troshanim, który w tym czasie miał pracował w kołchozie w pobliżu Lezhy. 18 lipca 1991 Troshani osobiście udał się do Rzymu i 7 sierpnia został przyjęty na audiencji przez papieża Jana Pawła II. We wrześniu 1991 dokonał wyświęcenia pierwszego księdza po upadku dyktatury komunistycznej. W tym samym roku z uwagi na podeszły wiek i stan zdrowia przeszedł w stan spoczynku. Zmarł w roku 1994, został pochowany na cmentarzu katolickim w Kallmeti.